# Man Up
Man Up (Brasil: (Des)encontro Perfeito / Portugal: Assim é Complicado) é um filme britânico e francês de comédia romântica de 2015 dirigido por Ben Palmer a partir de um roteiro escrito por Tess Morris, estrelado por Lake Bell e Simon Pegg. O filme acompanha uma mulher solteira de 34 anos (Bell) que, depois de ser confundida com o encontro às cegas de um estranho, encontra o namorado perfeito em um divorciado de 40 anos (Pegg). O filme foi lançado em 29 de maio de 2015 por StudioCanal.

## Sinopse
Nancy tem 34 anos e é solteira há quatro. Ela tem uma visão pessimista sobre o amor, mas sua irmã espera que Nancy possa encontrar o amor e a incentiva a "se colocar lá fora". Nancy tem um encontro às cegas com um estranho na festa de noivado de sua amiga.
Nancy pega o trem para Londres para participar da celebração do 40º aniversário de seus pais. No trem, Nancy está sentada em frente a Jessica, uma mulher alegre de 24 anos que está saindo para um encontro às cegas baseado em um livro de autoajuda chamado 6 Billion People and You. Nancy é rude com Jessica, então quando Nancy adormece, Jessica deixa para trás sua cópia do livro, marcando o Capítulo 7, "Seus pensamentos negativos estão arruinando sua vida (e a de todos os outros...)". Na estação Waterloo, Nancy persegue Jessica para devolver o livro, mas é interrompida por Jack, o encontro às cegas de Jessica, que pensa que ela é Jessica por causa do livro. Antes que Nancy pudesse explicar que ela não é Jessica, o nervoso Jack a encanta com sua apresentação desconexa. Ela decide se arriscar e fingir que é Jessica, e os dois se divertem bebendo e jogando boliche, mas o estratagema de Nancy é destruído quando eles encontram seu estranho conhecido da escola secundária, Sean.
Nancy e um Jack furioso discutem e voltam ao bar para pegar sua bolsa e seu caderno, onde encontram Hilary e Ed, a futura ex-esposa de Jack com o homem por quem ela o deixou. Nancy concorda com o próprio estratagema de Jack quando ele finge que ela é sua namorada. A presença da autoconfiante Nancy irrita Hilary, mas Nancy acaba consolando Jack no banheiro, onde conta a história de seu próprio ex e o ajuda a encerrar o caso.
Nancy quer convidar Jack para a festa de aniversário de seus pais - mas Jessica deixou recados telefônicos para Jack e ainda quer se encontrar, então ele se separa de Nancy. Nancy chega na festa dos pais, mas fica muito triste e Jack, que tem pouco em comum com Jéssica, também rapidamente percebe que deixá-la ir foi um erro. Depois que Jessica - que está satisfeita com a "história de amor" de Jack e Nancy porque ela apóia sua visão otimista do mundo - o vê em um táxi, ele pede a ajuda de Sean e alguns adolescentes (Sean mandou Jack para a casa errada e foi saiu para tentar a sorte com o próprio Nancy - sem sucesso - mas um dos adolescentes sabia onde ela morava e todos foram juntos para encontrar a casa de Nancy e eles decidem dar uma chance um ao outro.

## Elenco
- Lake Bell[4] como Nancy
- Simon Pegg[5] como Jack
- Sharon Horgan[6] como Elaine
- Rory Kinnear[6] como Sean
- Ken Stott[6] como Bert
- Harriet Walter[6] como Fran
- Ophelia Lovibond[7] como Jessica
- Olivia Williams[6] como Hilary
- Stephen Campbell Moore[6] como Ed
- Henry Lloyd-Hughes como Daniel
- Dean-Charles Chapman[6] como Harry
- Robert Wilfort como Ryan
- John Bradley como Andy (serviço de quarto)
- Phoebe Waller-Bridge como Katie (festa de noivado)

## Produção
Em junho de 2013, foi anunciado que Simon Pegg havia se juntado à produção de Big Talk, co-estrelando como o interesse romântico. Em 19 de novembro de 2013, Lake Bell se juntou ao elenco como protagonista do filme, com o diretor de The Inbetweeners Ben Palmer definido para dirigir. O filme recebeu financiamento da BBC Films, com Anton Capital Entertainment e Amazon Prime Instant Video se juntando como parceiros de produção menores. StudioCanal distribuiu o filme.
Olivia Williams, Rory Kinnear, Stephen Campbell Moore, Sharon Horgan, Harriet Walter, e Ken Stott se juntaram ao elenco do filme durante as filmagens. A fotografia principal começou em 20 de janeiro de 2014 em Londres.

## Lançamento
Man Up foi lançado nos cinemas no Reino Unido em 29 de maio de 2015 distribuído por StudioCanal após sua estreia no Festival de Cinema de Tribeca de 2015 em 19 de abril. O filme foi lançado nos Estados Unidos pela Saban Films em 13 de novembro de 2015.
O filme recebeu críticas positivas da crítica de cinema. Na revisão do agregador de críticas Rotten Tomatoes, o filme tem um 80% "Certified Fresh" Avaliação com base em 79 comentários, com uma classificação média de 6,25/10. O consenso do site afirma: "Graças às boas atuações de Lake Bell e Simon Pegg, Man Up atinge o equilíbrio enganosamente difícil entre romance e comédia". No Metacritic, o filme detém uma classificação de 69 em 100, com base em 16 críticos, indicando "críticas geralmente favoráveis".